# Luis Amaranto Perea
Luis Amaranto Perea Mosquera (Turbo, 30 gennaio 1979) è un allenatore di calcio ed ex calciatore colombiano, di ruolo difensore, attuale vice commissario tecnico della Nazionale colombiana.

## Biografia
Possiede il passaporto spagnolo.

## Caratteristiche tecniche
Era un difensore centrale veloce, molto abile nell'elevazione e nel gioco aereo. Poteva essere impiegato anche nel ruolo di terzino destro.

## Carriera

### Calciatore

#### Club
Ha iniziato la propria carriera in patria, nelle file dell'Independiente Medellín. Dopo quattro stagioni all'Independiente, nel 2003 è passato al Boca Juniors, club argentino. Durante l'esperienza al Boca Juniors ha vinto il campionato e la Coppa Intercontinentale 2003. L'11 luglio 2004 si è trasferito in Spagna, all'Atlético Madrid. Il club madrileno ha pagato 4 milioni di euro per il suo cartellino. Il debutto ufficiale con il club madrileno è avvenuto il 17 luglio 2004, nell'incontro di Intertoto Tescoma Zlín-Atlético Madrid (2-4). Il debutto in campionato, invece, è avvenuto il 28 agosto 2004, in Atlético Madrid-Malaga (2-0). Ha militato nelle file dell'Atlético Madrid per otto stagioni, vincendo due Europa League, una Supercoppa UEFA ed una Coppa Intertoto UEFA. Il 29 settembre 2011 è diventato il calciatore straniero con il maggior numero di presenze con la maglia dell'Atlético Madrid, superando il record appartenente a Jorge Griffa. Rimasto svincolato al termine della stagione 2011-2012, il 14 giugno 2012 è stato annunciato il suo trasferimento al Cruz Azul, club messicano. Ha militato nelle file del Cruz Azul per due stagioni, totalizzando 70 presenze e 5 reti in campionato. Il 4 dicembre 2015 ha annunciato il proprio ritiro.

#### Nazionale
Ha debuttato in Nazionale il 20 novembre 2002, nell'amichevole Honduras-Colombia (1-0), subentrando a David Ferreira al minuto 81. Ha partecipato, con la selezione colombiana, alla Gold Cup 2003, alla Copa América 2007 e alla Copa América 2011. È sceso in campo, inoltre, nelle qualificazioni ai Mondiali 2006, 2010 e 2014. Ha totalizzato, con la selezione colombiana, 75 presenze.

### Allenatore
Il 12 gennaio 2018 è diventato allenatore della formazione Cadete C dell'Atlético Madrid. Il 27 agosto 2018 ha assunto la guida tecnica del Itagui Leones. Ha mantenuto l'incarico fino al termine della stagione. Nel gennaio 2020 è diventato vice del tecnico Julio Comesaña dell'Atlético Junior. In seguito alle dimissioni di Comesaña, il 14 settembre 2020 è diventato il nuovo tecnico dell'Atlético Junior. Il 17 agosto 2021 ha risolto consensualmente il proprio contratto. Nel giugno 2022 è entrato nello staff della Nazionale colombiana, assumendo il ruolo di vice del commissario tecnico Néstor Lorenzo.

## Statistiche

### Presenze e reti nei club
| Stagione                      | Squadra                       | Campionato                    | Campionato | Campionato | Coppe nazionali | Coppe nazionali | Coppe nazionali | Coppe continentali | Coppe continentali | Coppe continentali | Altre coppe | Altre coppe | Altre coppe | Totale | Totale | Totale |
| Stagione                      | Squadra                       | Comp                          | Pres       | Reti       | Comp            | Pres            | Reti            | Comp               | Pres               | Reti               | Comp        | Pres        | Reti        | Pres   | Reti   |        |
| ----------------------------- | ----------------------------- | ----------------------------- | ---------- | ---------- | --------------- | --------------- | --------------- | ------------------ | ------------------ | ------------------ | ----------- | ----------- | ----------- | ------ | ------ | ------ |
| 2000                          | Independiente Medellín        | CM                            | 18         | 0          | -               | -               | -               | -                  | -                  | -                  | -           | -           | -           | 18     | 0      |        |
| 2001                          | Independiente Medellín        | CM                            | 45         | 0          | -               | -               | -               | -                  | -                  | -                  | -           | -           | -           | 45     | 0      |        |
| 2002                          | Independiente Medellín        | CM                            | 44         | 0          | -               | -               | -               | -                  | -                  | -                  | -           | -           | -           | 44     | 0      |        |
| gen.-giu. 2003                | Independiente Medellín        | CM                            | 10         | 0          | -               | -               | -               | CL                 | 12                 | 0                  | -           | -           | -           | 22     | 0      |        |
| Totale Independiente Medellín | Totale Independiente Medellín | Totale Independiente Medellín | 117        | 0          |                 | -               | -               |                    | 12                 | 0                  |             | -           | -           | 129    | 0      |        |
| 2003-2004                     | Boca Juniors                  | PD                            | 16         | 0          | -               | -               | -               | CS                 | 3                  | 0                  | CI          | 1           | 0           | 20     | 0      |        |
| 2004-2005                     | Atlético Madrid               | PD                            | 33         | 0          | CR              | 4               | 0               | Intertoto          | 6                  | 0                  | -           | -           | -           | 43     | 0      |        |
| 2005-2006                     | Atlético Madrid               | PD                            | 34         | 0          | CR              | 2               | 0               | -                  | -                  | -                  | -           | -           | -           | 36     | 0      |        |
| 2006-2007                     | Atlético Madrid               | PD                            | 26         | 0          | CR              | 4               | 0               | -                  | -                  | -                  | -           | -           | -           | 30     | 0      |        |
| 2007-2008                     | Atlético Madrid               | PD                            | 30         | 0          | CR              | 5               | 0               | Intertoto+UEFA     | 2+6                | 0+0                | -           | -           | -           | 43     | 0      |        |
| 2008-2009                     | Atlético Madrid               | PD                            | 26         | 0          | CR              | 3               | 0               | CL                 | 8                  | 0                  | -           | -           | -           | 37     | 0      |        |
| 2009-2010                     | Atlético Madrid               | PD                            | 28         | 0          | CR              | 7               | 0               | CL+EL              | 6+8                | 0+0                | -           | -           | -           | 49     | 0      |        |
| 2010-2011                     | Atlético Madrid               | PD                            | 28         | 0          | CR              | 6               | 0               | EL                 | 4                  | 0                  | SC-UEFA     | 1           | 0           | 39     | 0      |        |
| 2011-2012                     | Atlético Madrid               | PD                            | 19         | 0          | CR              | 0               | 0               | EL                 | 15                 | 0                  | -           | -           | -           | 34     | 0      |        |
| Totale Atlético Madrid        | Totale Atlético Madrid        | Totale Atlético Madrid        | 224        | 0          |                 | 31              | 0               |                    | 55                 | 0                  |             | 1           | 0           | 311    | 0      |        |
| 2012-2013                     | Cruz Azul                     | LMX                           | 39         | 3          | CMX             | 2               | 0               | -                  | -                  | -                  | -           | -           | -           | 41     | 3      |        |
| 2013-2014                     | Cruz Azul                     | LMX                           | 31         | 2          | CMX             | 0               | 0               | CCL                | 6                  | 0                  | -           | -           | -           | 37     | 2      |        |
| Totale Cruz Azul              | Totale Cruz Azul              | Totale Cruz Azul              | 70         | 5          |                 | 2               | 0               |                    | 6                  | 0                  |             | -           | -           | 78     | 5      |        |
| Totale carriera               | Totale carriera               | Totale carriera               | 427        | 5          |                 | 33              | 0               |                    | 76                 | 0                  |             | 2           | 0           | 538    | 5      |        |

### Cronologia presenze e reti in Nazionale
| Cronologia completa delle presenze e delle reti in nazionale ― Colombia | Cronologia completa delle presenze e delle reti in nazionale ― Colombia | Cronologia completa delle presenze e delle reti in nazionale ― Colombia | Cronologia completa delle presenze e delle reti in nazionale ― Colombia | Cronologia completa delle presenze e delle reti in nazionale ― Colombia | Cronologia completa delle presenze e delle reti in nazionale ― Colombia | Cronologia completa delle presenze e delle reti in nazionale ― Colombia | Cronologia completa delle presenze e delle reti in nazionale ― Colombia |
| Data                                                                    | Città                                                                   | In casa                                                                 | Risultato                                                               | Ospiti                                                                  | Competizione                                                            | Reti                                                                    | Note                                                                    |
| ----------------------------------------------------------------------- | ----------------------------------------------------------------------- | ----------------------------------------------------------------------- | ----------------------------------------------------------------------- | ----------------------------------------------------------------------- | ----------------------------------------------------------------------- | ----------------------------------------------------------------------- | ----------------------------------------------------------------------- |
| 20-11-2002                                                              | San Pedro Sula                                                          | Honduras                                                                | 1 – 0                                                                   | Colombia                                                                | Amichevole                                                              | -                                                                       | 81’                                                                     |
| 30-4-2003                                                               | Miami                                                                   | Colombia                                                                | 0 – 0                                                                   | Honduras                                                                | Amichevole                                                              | -                                                                       |                                                                         |
| 13-7-2003                                                               | Miami                                                                   | Giamaica                                                                | 0 – 1                                                                   | Colombia                                                                | Gold Cup 2003 - 1º turno                                                | -                                                                       |                                                                         |
| 16-7-2003                                                               | Miami                                                                   | Colombia                                                                | 1 – 1                                                                   | Guatemala                                                               | Gold Cup 2003 - 1º turno                                                | -                                                                       | 64’                                                                     |
| 19-7-2003                                                               | Miami                                                                   | Colombia                                                                | 0 – 2                                                                   | Brasile                                                                 | Gold Cup 2003 - Quarti di finale                                        | -                                                                       | 5’                                                                      |
| 20-8-2003                                                               | New York                                                                | Colombia                                                                | 0 – 0                                                                   | Slovacchia                                                              | Amichevole                                                              | -                                                                       |                                                                         |
| 7-9-2003                                                                | Barranquilla                                                            | Colombia                                                                | 1 – 2                                                                   | Brasile                                                                 | Qual. Mondiali 2006                                                     | -                                                                       | 36’ 43’                                                                 |
| 15-11-2003                                                              | Barranquilla                                                            | Colombia                                                                | 0 – 1                                                                   | Venezuela                                                               | Qual. Mondiali 2006                                                     | -                                                                       | 85’                                                                     |
| 31-3-2004                                                               | Lima                                                                    | Perù                                                                    | 0 – 2                                                                   | Colombia                                                                | Qual. Mondiali 2006                                                     | -                                                                       |                                                                         |
| 28-4-2004                                                               | Washington                                                              | Colombia                                                                | 2 – 0                                                                   | El Salvador                                                             | Amichevole                                                              | -                                                                       |                                                                         |
| 2-6-2004                                                                | Quito                                                                   | Ecuador                                                                 | 2 – 1                                                                   | Colombia                                                                | Qual. Mondiali 2006                                                     | -                                                                       |                                                                         |
| 6-6-2004                                                                | Barranquilla                                                            | Colombia                                                                | 5 – 0                                                                   | Uruguay                                                                 | Qual. Mondiali 2006                                                     | -                                                                       |                                                                         |
| 5-9-2004                                                                | Santiago del Cile                                                       | Cile                                                                    | 0 – 0                                                                   | Colombia                                                                | Qual. Mondiali 2006                                                     | -                                                                       | Ammonizione                                                             |
| 9-10-2004                                                               | Barranquilla                                                            | Colombia                                                                | 1 – 1                                                                   | Paraguay                                                                | Qual. Mondiali 2006                                                     | -                                                                       |                                                                         |
| 13-10-2004                                                              | Maceió                                                                  | Brasile                                                                 | 0 – 0                                                                   | Colombia                                                                | Qual. Mondiali 2006                                                     | -                                                                       |                                                                         |
| 17-11-2004                                                              | Barranquilla                                                            | Colombia                                                                | 1 – 0                                                                   | Bolivia                                                                 | Qual. Mondiali 2006                                                     | -                                                                       |                                                                         |
| 31-5-2005                                                               | New York                                                                | Colombia                                                                | 2 – 3                                                                   | Inghilterra                                                             | Amichevole                                                              | -                                                                       |                                                                         |
| 4-6-2005                                                                | Barranquilla                                                            | Colombia                                                                | 5 – 0                                                                   | Perù                                                                    | Qual. Mondiali 2006                                                     | -                                                                       |                                                                         |
| 8-6-2005                                                                | Barranquilla                                                            | Colombia                                                                | 3 – 0                                                                   | Ecuador                                                                 | Qual. Mondiali 2006                                                     | -                                                                       |                                                                         |
| 4-9-2005                                                                | Montevideo                                                              | Uruguay                                                                 | 3 – 2                                                                   | Colombia                                                                | Qual. Mondiali 2006                                                     | -                                                                       | Ammonizione                                                             |
| 11-10-2005                                                              | Asunción                                                                | Paraguay                                                                | 0 – 1                                                                   | Colombia                                                                | Qual. Mondiali 2006                                                     | -                                                                       | Ammonizione                                                             |
| 1-3-2006                                                                | Maracaibo                                                               | Venezuela                                                               | 1 – 1                                                                   | Colombia                                                                | Amichevole                                                              | -                                                                       |                                                                         |
| 24-5-2006                                                               | New Jersey                                                              | Colombia                                                                | 1 – 1                                                                   | Ecuador                                                                 | Amichevole                                                              | -                                                                       |                                                                         |
| 27-5-2006                                                               | Chicago                                                                 | Colombia                                                                | 0 – 0                                                                   | Romania                                                                 | Amichevole                                                              | -                                                                       |                                                                         |
| 2-6-2006                                                                | Mönchengladbach                                                         | Germania                                                                | 3 – 0                                                                   | Colombia                                                                | Amichevole                                                              | -                                                                       |                                                                         |
| 4-6-2006                                                                | Barcellona                                                              | Colombia                                                                | 2 – 0                                                                   | Marocco                                                                 | Amichevole                                                              | -                                                                       |                                                                         |
| 25-3-2007                                                               | Miami                                                                   | Svizzera                                                                | 1 – 3                                                                   | Colombia                                                                | Amichevole                                                              | -                                                                       | 25’                                                                     |
| 28-3-2007                                                               | Bogotà                                                                  | Colombia                                                                | 2 – 0                                                                   | Paraguay                                                                | Amichevole                                                              | -                                                                       | 11’                                                                     |
| 3-6-2007                                                                | Matsumoto                                                               | Montenegro                                                              | 0 – 1                                                                   | Colombia                                                                | Amichevole                                                              | -                                                                       | 87’                                                                     |
| 5-6-2007                                                                | Saitama                                                                 | Giappone                                                                | 0 – 0                                                                   | Colombia                                                                | Amichevole                                                              | -                                                                       |                                                                         |
| 2-7-2007                                                                | Maracaibo                                                               | Argentina                                                               | 4 – 2                                                                   | Colombia                                                                | Coppa America 2007 - 1º turno                                           | -                                                                       | 14’                                                                     |
| 5-7-2007                                                                | Barquisimeto                                                            | Colombia                                                                | 1 – 0                                                                   | Stati Uniti                                                             | Coppa America 2007 - 1º turno                                           | -                                                                       | 42’                                                                     |
| 8-9-2007                                                                | Lima                                                                    | Perù                                                                    | 2 – 2                                                                   | Colombia                                                                | Amichevole                                                              | -                                                                       |                                                                         |
| 12-9-2007                                                               | Bogotà                                                                  | Colombia                                                                | 1 – 0                                                                   | Paraguay                                                                | Amichevole                                                              | -                                                                       |                                                                         |
| 6-2-2008                                                                | Montevideo                                                              | Uruguay                                                                 | 2 – 2                                                                   | Colombia                                                                | Amichevole                                                              | -                                                                       | 61’                                                                     |
| 26-3-2008                                                               | Fort Lauderdale                                                         | Honduras                                                                | 2 – 1                                                                   | Colombia                                                                | Amichevole                                                              | -                                                                       |                                                                         |
| 29-5-2008                                                               | Londra                                                                  | Irlanda                                                                 | 1 – 0                                                                   | Colombia                                                                | Amichevole                                                              | -                                                                       | 66’                                                                     |
| 20-8-2008                                                               | East Rutherford                                                         | Colombia                                                                | 0 – 1                                                                   | Ecuador                                                                 | Amichevole                                                              | -                                                                       |                                                                         |
| 6-9-2008                                                                | Bogotà                                                                  | Colombia                                                                | 0 – 1                                                                   | Uruguay                                                                 | Qual. Mondiali 2010                                                     | -                                                                       |                                                                         |
| 10-9-2008                                                               | Santiago del Cile                                                       | Cile                                                                    | 4 – 0                                                                   | Colombia                                                                | Qual. Mondiali 2010                                                     | -                                                                       |                                                                         |
| 11-10-2008                                                              | Bogotà                                                                  | Colombia                                                                | 0 – 1                                                                   | Paraguay                                                                | Qual. Mondiali 2010                                                     | -                                                                       |                                                                         |
| 15-10-2008                                                              | Rio de Janeiro                                                          | Brasile                                                                 | 0 – 0                                                                   | Colombia                                                                | Qual. Mondiali 2010                                                     | -                                                                       |                                                                         |
| 19-11-2008                                                              | Cali                                                                    | Colombia                                                                | 1 – 0                                                                   | Nigeria                                                                 | Amichevole                                                              | -                                                                       |                                                                         |
| 11-2-2009                                                               | Pereira                                                                 | Colombia                                                                | 2 – 0                                                                   | Haiti                                                                   | Amichevole                                                              | -                                                                       |                                                                         |
| 6-6-2009                                                                | Buenos Aires                                                            | Argentina                                                               | 1 – 0                                                                   | Colombia                                                                | Qual. Mondiali 2010                                                     | -                                                                       | 23’                                                                     |
| 10-6-2009                                                               | Medellín                                                                | Colombia                                                                | 1 – 0                                                                   | Perù                                                                    | Qual. Mondiali 2010                                                     | -                                                                       |                                                                         |
| 12-8-2009                                                               | New York                                                                | Colombia                                                                | 1 – 2                                                                   | Venezuela                                                               | Amichevole                                                              | -                                                                       |                                                                         |
| 5-9-2009                                                                | Medellín                                                                | Colombia                                                                | 2 – 0                                                                   | Ecuador                                                                 | Qual. Mondiali 2010                                                     | -                                                                       |                                                                         |
| 9-9-2009                                                                | Montevideo                                                              | Uruguay                                                                 | 3 – 1                                                                   | Colombia                                                                | Qual. Mondiali 2010                                                     | -                                                                       |                                                                         |
| 8-10-2010                                                               | New York                                                                | Ecuador                                                                 | 0 – 1                                                                   | Colombia                                                                | Amichevole                                                              | -                                                                       |                                                                         |
| 9-2-2011                                                                | Madrid                                                                  | Spagna                                                                  | 1 – 0                                                                   | Colombia                                                                | Amichevole                                                              | -                                                                       |                                                                         |
| 26-3-2011                                                               | Madrid                                                                  | Colombia                                                                | 2 – 0                                                                   | Ecuador                                                                 | Amichevole                                                              | -                                                                       |                                                                         |
| 29-3-2011                                                               | L'Aia                                                                   | Colombia                                                                | 0 – 2                                                                   | Cile                                                                    | Amichevole                                                              | -                                                                       | 19’                                                                     |
| 2-7-2011                                                                | Jujuy                                                                   | Colombia                                                                | 1 – 0                                                                   | Costa Rica                                                              | Coppa America 2011 - 1º turno                                           | -                                                                       |                                                                         |
| 6-7-2011                                                                | Santa Fe                                                                | Argentina                                                               | 0 – 0                                                                   | Colombia                                                                | Coppa America 2011 - 1º turno                                           | -                                                                       |                                                                         |
| 10-7-2011                                                               | Santa Fe                                                                | Colombia                                                                | 2 – 0                                                                   | Bolivia                                                                 | Coppa America 2011 - 1º turno                                           | -                                                                       |                                                                         |
| 16-7-2011                                                               | Córdoba                                                                 | Colombia                                                                | 0 – 2 dts                                                               | Perù                                                                    | Coppa America 2011 - Quarti di finale                                   | -                                                                       |                                                                         |
| 3-9-2011                                                                | New Jersey                                                              | Honduras                                                                | 0 – 2                                                                   | Colombia                                                                | Amichevole                                                              | -                                                                       |                                                                         |
| 6-9-2011                                                                | Fort Lauderdale                                                         | Giamaica                                                                | 0 – 2                                                                   | Colombia                                                                | Amichevole                                                              | -                                                                       |                                                                         |
| 11-10-2011                                                              | La Paz                                                                  | Bolivia                                                                 | 1 – 2                                                                   | Colombia                                                                | Qual. Mondiali 2014                                                     | -                                                                       | 51’                                                                     |
| 11-11-2011                                                              | Barranquilla                                                            | Colombia                                                                | 1 – 1                                                                   | Venezuela                                                               | Qual. Mondiali 2014                                                     | -                                                                       | 45+1’                                                                   |
| 29-2-2012                                                               | Miami Gardens                                                           | Messico                                                                 | 0 – 2                                                                   | Colombia                                                                | Amichevole                                                              | -                                                                       | 68’                                                                     |
| 3-6-2012                                                                | Lima                                                                    | Perù                                                                    | 0 – 1                                                                   | Colombia                                                                | Qual. Mondiali 2014                                                     | -                                                                       | 50’                                                                     |
| 10-6-2012                                                               | Quito                                                                   | Ecuador                                                                 | 1 – 0                                                                   | Colombia                                                                | Qual. Mondiali 2014                                                     | -                                                                       | 35’                                                                     |
| 7-9-2012                                                                | Barranquilla                                                            | Colombia                                                                | 4 – 0                                                                   | Uruguay                                                                 | Qual. Mondiali 2014                                                     | -                                                                       |                                                                         |
| 11-9-2012                                                               | Santiago del Cile                                                       | Cile                                                                    | 1 – 3                                                                   | Colombia                                                                | Qual. Mondiali 2014                                                     | -                                                                       | 49’                                                                     |
| 6-2-2013                                                                | Miami Gardens                                                           | Guatemala                                                               | 1 – 4                                                                   | Colombia                                                                | Amichevole                                                              | -                                                                       |                                                                         |
| 26-3-2013                                                               | Puerto Ordaz                                                            | Venezuela                                                               | 1 – 0                                                                   | Colombia                                                                | Qual. Mondiali 2014                                                     | -                                                                       | 82’                                                                     |
| 7-6-2013                                                                | Buenos Aires                                                            | Argentina                                                               | 0 – 0                                                                   | Colombia                                                                | Qual. Mondiali 2014                                                     | -                                                                       | 46’                                                                     |
| 11-6-2013                                                               | Barranquilla                                                            | Colombia                                                                | 2 – 0                                                                   | Perù                                                                    | Qual. Mondiali 2014                                                     | -                                                                       | 57’                                                                     |
| 6-9-2013                                                                | Barranquilla                                                            | Colombia                                                                | 1 – 0                                                                   | Ecuador                                                                 | Qual. Mondiali 2014                                                     | -                                                                       |                                                                         |
| 10-9-2013                                                               | Montevideo                                                              | Uruguay                                                                 | 2 – 0                                                                   | Colombia                                                                | Qual. Mondiali 2014                                                     | -                                                                       |                                                                         |
| 11-10-2013                                                              | Barranquilla                                                            | Colombia                                                                | 3 – 3                                                                   | Cile                                                                    | Qual. Mondiali 2014                                                     | -                                                                       |                                                                         |
| 14-11-2013                                                              | Bruxelles                                                               | Belgio                                                                  | 0 – 2                                                                   | Colombia                                                                | Amichevole                                                              | -                                                                       |                                                                         |
| 5-3-2014                                                                | Cornellà de Llobregat                                                   | Colombia                                                                | 1 – 1                                                                   | Tunisia                                                                 | Amichevole                                                              | -                                                                       | 78’, 81’                                                                |
| Totale                                                                  |                                                                         | Presenze                                                                | 75                                                                      |                                                                         | Reti                                                                    | 0                                                                       |                                                                         |

## Palmarès

### Giocatore

#### Competizioni nazionali
- Campionato argentino: 1

Boca Juniors: 2003-2004
- Campionato colombiano: 1

Independiente Medellin: 2002 (C)

#### Competizioni internazionali
- Coppa Intercontinentale: 1

Boca Juniors: 2003
- UEFA Europa League: 2

Atlético Madrid: 2009-2010, 2011-2012
- Supercoppa UEFA: 1

Atlético Madrid: 2010
- CONCACAF Champions League: 1

Cruz Azul: 2013-2014